# Digital Corpus of Sanskrit
Digital Corpus of Sanskrit (DCS) est un outil de recherche de textes sanskrits lemmatisés accessible par le biais du réseau Internet et mis en ligne par l'Université de Heidelberg située à Heidelberg, en Bade-Wurtemberg. Celui-ci est conçu pour des recherches en linguistique et philologie liées à la langue sanskrite. Ses différents interfaces permettent une recherche par unité lexicale. Les textes sont donnés en sanskrit romanisé selon le système de translittération IAST. Une case à cocher en haut de page permet de passer en sanskrit devanāgarī.